# Hujva
Hujva (ukrainsk: Гуйва, russisk: Гуйва Guyva) er en flod der løber i det nordlige Ukraine, der løber gennem territoriet Khmilnyk Raion fra Vinnytska oblast og Andrushivka rajon og Zhytomyr rajon fra Zjytomyr oblast. Den er en biflod fra højre, til Teteriv.
Hujva er 97 km lang og har et afvandingsområde på 1.505 km², og løber gennem byerne Kozjatyn og Andrusjivka .
De største bifloder er: Pustoha, Kodenka.